# Jorge Bilbao
Jorge Alain Bilbao Torrontegui (ur. 27 czerwca 1995 w Bilbao) – hiszpański koszykarz grający na pozycjach silnego skrzydłowego lub środkowego, obecnie zawodnik Cáceres Ciudad.
7 sierpnia 2017 został zawodnikiem Legii Warszawa.
21 marca 2019 powrócił do składu Legii Warszawa. 1 sierpnia dołączył do występującego w II lidze hiszpańskiej (LEB Oro) Cáceres Ciudad.

## Osiągnięcia
Stan na 7 października 2019, na podstawie, o ile nie zaznaczono inaczej.
NCAA
- Mistrz sezonu regularnego konferencji Sun Belt (2017)
- Lider konferencji Sun Belt w liczbie fauli (2016, 2017)[6]

Drużynowe
- Mistrz Hiszpanii U–18 (2012)[7]

Indywidualne
- MVP regionalnych mistrzostw Euskadi (2013)